# Santiago Futsal
El Santiago Futsal, anomenat Autos Lobelle de Santiago Fútbol Sala fins al 2012, és un club de futbol sala gallec de la ciutat de Santiago de Compostel·la, que juga a la Divisió d'honor de la Lliga espanyola de futbol sala.
Juga els seus partits com a local al Pavillón Multiusos Fontes do Sar.

## Història
Ha estat campió de la Copa d'Espanya de l'any 2006 al derrotar Boomerang Interviú a la final, essent alhora finalista de l'edició 2010, caient a la final enfront ElPozo Murcia Turística. La temporada 2006/07 es proclamà campió de la Recopa d'Europa en guanyar al SL Benfica a la final. La temporada següent perdria la final davant del Boomerang Interviú.

## Palmarès
- 1 Copa d'Espanya: 2005-2006
- 1 Supercopa d'Espanya: 2010-2011
- 1 Recopa d'Europa: 2006-2007

## Trajectòria
- Temporades a Divisió d'Honor: 10
- Temporades a Divisió de Plata: 3
- Temporades a Primera Nacional A: 8